# Peperomia kamerunana
Espèce
Statut de conservation UICN

 EN B2ab(iii) : En danger
Peperomia kamerunana C.DC. est une espèce de plantes à fleurs dicotylédones du genre Peperomia et de la famille des Piperaceae,. C'est une plante d'Afrique tropicale.

## Description
C’est une plante épiphyte, avec de tiges charnues insidieuses, poilu et de fruit inconnu[pas clair].

## Répartition et habitat
C’est une espèce native du Cameroun et du golfe de Guinée. On la retrouve dans les forêts de montagne à 1 400–2 300 m d’altitude.
Elle a été collectée en Guinée équatoriale à Bioko ; au  Cameroun : Mont Cameroun, Mont Koupé et Mont Manengouba.
Elle est évaluée comme une espèce en danger "EN".